# VinFast VF 9
Il VinFast VF 9, chiamata anche VinFast VF33 o VinFast e36, è un'autovettura elettrica prodotta dalla casa automobilistica vietnamita VinFast dal 2022.

## Descrizione
La VF 8 è un crossover SUV elettrico di grandi dimensioni, disegnata da Pininfarina. La VF 9 ha debuttato insieme ai due modelli più piccoli VF 6 e VF 8 a gennaio 2021, come veicolo di punta della gamma di vetture elettriche del costruttore vietnamita.
La VF 9 presenta una carrozzeria massiccia e squadrata con una lunghezza di oltre 5,1 metri. L'abitacolo, che può ospitare un massimo di 7 persone su tre file di sedili (ma è disponibile anche una configurazione a 6 posti), ha un design minimalista dove spicca sulla plancia il display touchscreen da 15,4 pollici che visualizza le informazioni del sistema multimediale, quelle del computer di bordo e del quadro strumenti. 
La VF 9 è disponibile con un'unica motorizzazione, costituita da sistema propulsivo con due motori elettrici uno anteriore e l'altro posteriore, che formano la trazione integrale e sviluppano insieme 300 kW (408 CV) e 620 Nm di coppia; i motori sono alimentati da una batteria agli ioni di litio con due tagli di capacità, da 92 o 106 kWh.